# Лох (Саратовська область)
Лох — село в Новобураському районі Саратовської області. Входить у Новобураське муніципальне утворення.

## Географія
Село розташоване в 96 кілометрах на північ від Саратова і 17 кілометрах на захід від Нових Бурас. Відстань до найближчої залізничної станції Приволзької регіональної залізниці Карабулак – 45 кілометрів. Через село протікає річка Сокілка.
У районі села знаходяться утворені льодовиками приблизно 40 тис. Років тому глибокі западини . Розташована північній околиці Лоха Кудеярова гора з печерою є пам'яткою природи обласного значения. Між Кудеяровою та Маруновою горами б'є Сімове джерело.

## Історія

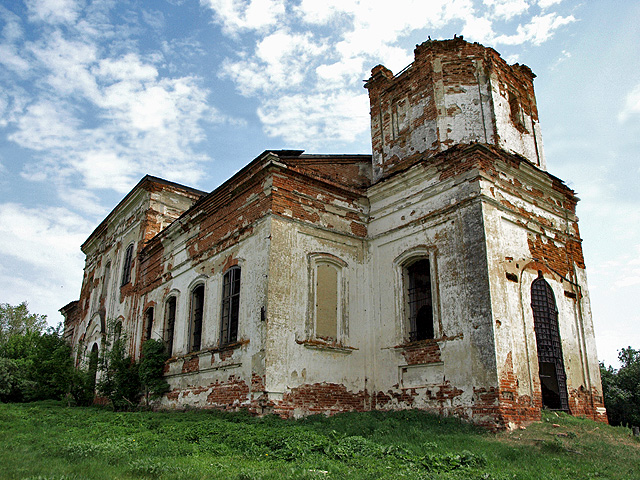
Церква святого Михайла

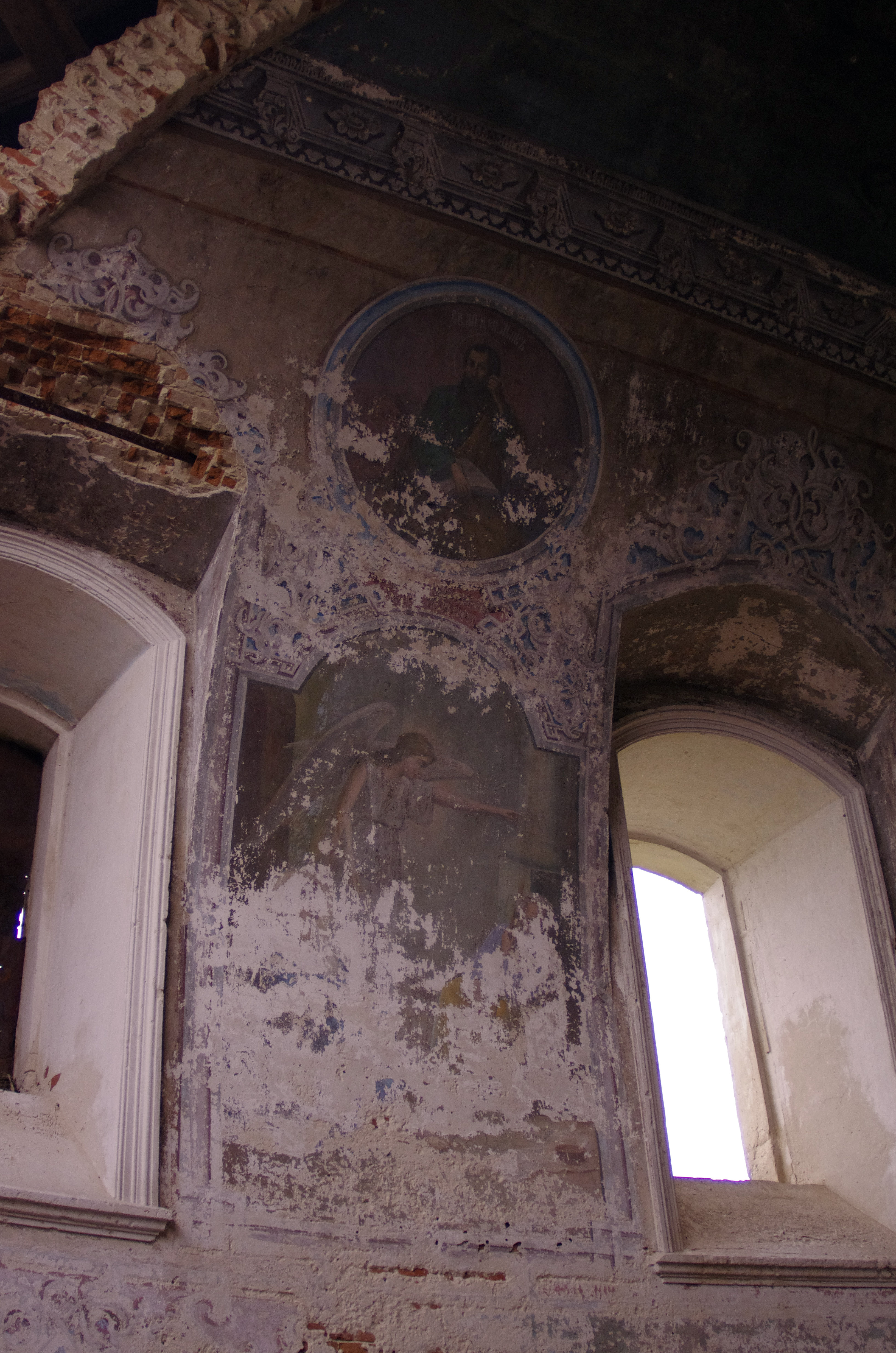
Фрагмент розпису в храмі Святого Михайла, с. Лох, Саратовська область, серпень 2013 року

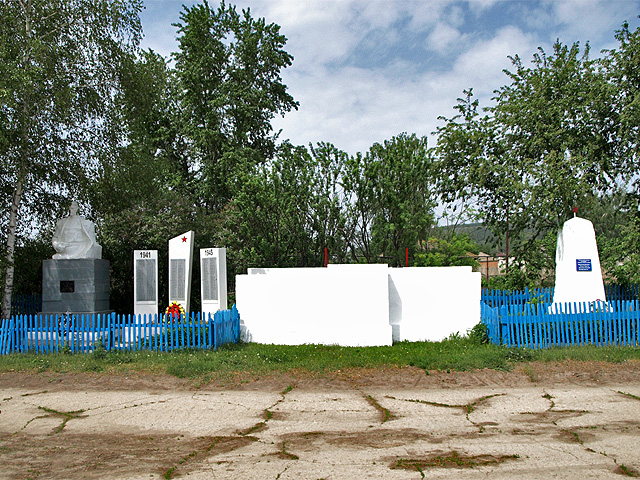
Меморіал

### Російська імперія
Сторожова слобода Лох була заснована біля однойменної річки 1698 року. Вона була частиною системи укріплених споруд, заселених орними солдатами, які захищали південно-східні кордони Російської держави від розбійницьких набігів.
У складі Астраханської губернії у XVIII столітті село входило до Петровського повіту. Після утворення Саратовської губернії було приписано до Саратовського повіту, ставши центром Лохівської волості.
На початок XX століття припав пік процвітання села. До 1917 року в селі працювали сім млинів, цегельний та поташні заводи, базар, сільська розправа, волосне правління. У 1872 році було збудовано православний храм і церковно-парафіяльна школа на 60 учнів, у 1891 та 1906 роках було відкрито ще дві земські школи. До лохівської парафії також було приписано початкову школу у волосному селі Ненарокомовці. За даними перепису населення 1911 року в селі проживало 5890 осіб, з яких 39 — сторонні. Національність та віросповідання — росіяни , православ'я.

### СРСР
Революційна активність серед мешканців с. Лох спостерігалася вже у роки аграрних реформ початку ХХ століття. Радянська влада в селі встановилася у березні 1917 року. Після Жовтневої революції у селі почали утворюватися трудові товариства, багато мешканців поповнили лави Червоної Армії.
27 квітня 1918 року в селі спалахнув заколот, на придушення якого з Саратова було надіслано загін червоногвардійців, які з невеликими втратами придушили повстання до 5 травня. Незважаючи на лояльність до нової влади більшості жителів, діяльність продзагонів, що розпочали роботу, викликала численні протести, ухилення та випадки дезертирства як у селі Лох, так і в інших селах району. У період продрозверстки у селі почався голод. У 1929 року у селі під головуванням М. У. Кузнєцова розпочав свою роботу одне із перших колгоспів утвореного роком раніше Новобурасского району, який отримав назву «Червона Зірка». Церква у селі діяла до 1936 року. У роки Другої Світової війни понад тисячу лохівців пішли на фронт. Голод, колективізація, війни та поганий зв'язок із найближчими великими населеними пунктами скоротили населення села більш ніж у 6 разів. Першу асфальтовану дорогу в село від районного центру було проведено лише на початку 1980-х років.
Нині село є адміністративним центром Лохівської муніципального утворення. Функціонують дитячий садок, збудована у 1980 році двоповерхова середня загальноосвітня школа, при якій у 1985 році було організовано краєзнавчий та військовий музеї.

### Сучасність
У другій половині 2010-х — на початку 2020-х років у селі почали відновлювати історичні споруди та робити зусилля для залучення туристів.
2021 року село відвідало близько 22 тис. туристів.

## Визначні пам'ятки
У центрі села розташований військовий меморіальний комплекс, який складають встановлені у 1967 році пам'ятник прославленому уродженцю села В.& nbsp;І.& nbsp;Загороднєву та обеліск на честь борців за радянську владу. У 1995 році до 50-річчя перемоги у німецько-радянській війні  було відкрито пам'ятник, що завершив композицію, з меморіальними дошками на честь жителів села, які загинули на полях битв з 1941 по 1945 роки.
Кам'яна однопрестольна церква, що височіла на пагорбі навпроти меморіалу, в ім'я Арзангела Михайла була освячена в 1872 році. До революції число парафіян досягало 6000 віруючих, у штаті причту перебували два священики, диякон і два псаломщики. У роки радянської влади у будівлі закритої церкви було розміщено колгоспний склад зерна.
У 1950-ті роки було знято куполи, планувалося знести дзвіницю, проте гусеничному трактору вдалося зірвати лише верхню частину дзвіниці.
Будівля храму, в якому частково зберігся розпис на стелях та стінах, потребує невідкладних відновлювальних робіт. У 2016 році волонтери з різних куточків Росії розпочали реставрацію храму.

### Сад неправильних скульптур
2017 року в селі Лох з'явився «Сад неправильних скульптур», створений місцевим мешканцем.

## Відомі уродженці
- Загороднєв Василь Іванович — Герой Радянського Союзу[3].